# Leptogenys sjostedti
Leptogenys sjostedti é uma espécie de formiga do gênero Leptogenys, pertencente à subfamília Ponerinae.